# Potenza Picena
Potenza Picena, ursprünglich Monte Santo, ist eine italienische Gemeinde mit 15.470 Einwohnern (Stand 31. Dezember 2023) in der Provinz Macerata in den Marken. Die Gemeinde liegt etwa 30 Kilometer südöstlich von Ancona und etwa 15 Kilometer nordöstlich von Macerata.

## Geschichte
Der Franziskaner Gerhard von Lunel (geboren um 1275) erlitt bei Monte Santo 1298 einen Zusammenbruch. Mit seiner Heiligsprechung durch Papst Benedikt XIV. wurde er zum Schutzheiligen der Epileptiker. Später wurde Monte Santo in Potenza Picena umbenannt.

## Verkehr
Der Hauptort der Gemeinde liegt wenige Kilometer vom Adriatischen Meer entfernt. Der Ortsteil Porto Potenza Picena direkt am Wasser. Nördlich der Gemeinde verläuft die Strada Statale 571. Die Strada Statale 16 Adriatica durchquert ebenso das Gemeindegebiet wie die Autostrada A14. In Porto Potenza Picena besteht auch ein Anschluss an die Adriabahn. Die Bahnstation heißt Potenza Picena-Montelupone.

## Gemeindepartnerschaften
Potenza unterhält Partnerschaften mit der englischen Gemeinde Burford im Oxfordshire und mit der irischen Stadt Templemore.